# آنتی پیلهستروم
آنتی پیلهستروم (انگلیسی: Antti Pihlström؛ زادهٔ ۲۲ اکتبر ۱۹۸۴) بازیکن هاکی روی یخ اهل فنلاند است.